# العملات البطلمية
العملات البطلمية كانت من أهم العملات في العصر الهلنستي وذات سيادة منفصلة. تم ضرب عملات المملكة البطلمية بالوزن الفينيقي، المعروف أيضاً بالوزن البطلمي (حوالي 14.2 جرام). كان هذا المعيار، الذي لم يستخدم في أي مكان آخر في العالم الهلنستي، أصغر من الوزن السائد. وبالتالي فإن العملات البطلمية أصغر حجمًا من العملات الهلنستية الأخرى. من الناحية الفنية، اتبعت العملات المعدنية، المصنوعة من الفضة، النموذج الذي حددته العملات اليونانية المعاصرة، حيث تم تصوير شخصيات الأسرة الحاكمة عادةً.

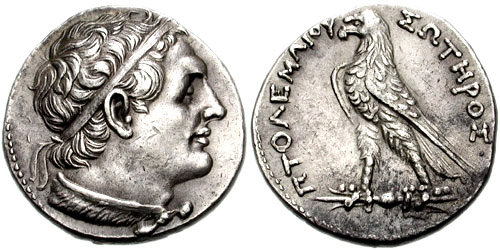
قطعة رباعية من الفضة لبطلميوس الرابع ، الذي حكم في الفترة من 221 إلى 205 قبل الميلاد، صُنِع حوالي 214-212 قبل الميلاد، عرضه 26 ملم، ووزنه 14.10 جرامًا؛ يُظهر الوجه رأسًا متوجًا لبطليموس الأول سوتر مرتديًا درعًا، بينما يظهر على الوجه الآخر للعملة نسرًا واقفًا على شعلة.

أدخلت سلالة البطالمة العملات المعدنية إلى مصر، حيث لم تستخدم السلالات المحلية الموجودة مسبقًا العملات المعدنية إلا بشكل محدود للغاية. كانت ستاتير الذهب المصري أول عملة معدنية تم سكها في مصر القديمة حوالي عام 360 قبل الميلاد في عهد الفرعون تيوس من الأسرة الثلاثين. استُخدِمت هذه العملات المعدنية لدفع رواتب الجنود المرتزقة اليونانيين العاملين في خدمته.
أول دار سك النقود البطلمية كانت في منف ثم تم نقلها فيما بعد إلى الإسكندرية.أدي إستخدام العملات إلى النجاح في تحقيق الدخل من المجتمع المصري، ويرجع ذلك إلى حد كبير إلى جهود الملك بطليموس الثاني فيلادلفوس، وازدهرت المملكة البطلمية في معظم تاريخها، طبقت المملكة بقوة سياسة العملة الموحدة، وصادرت العملات الأجنبية الموجودة على أراضيها وأجبرت سيطرتها على اعتماد العملات البطلمية. وفي الحالات النادرة التي سُمح فيها لهذه السيادات الأجنبية بعملة خاصة بها، مثل الجالية اليهودية في فلسطين، كان لا يزال يتعين عليهم مراعاة الوزن البطلمي. تسببت هذه السياسات، إلى جانب التضخم وتزايد صعوبة الحصول على الفضة، في عزلة نقدية للعملة البطلمية من حيث قيمتها النقدية وتداولها.
وبعد ضم مصر إلى الإمبراطورية الرومانية وزوال سلالة البطالمة من الوجود، ظلت عملتها متداولة. وكان هذا هو الحال حتى حكم الإمبراطور نيرون. تم إعادة استخدام الفضة من العملات المعدنية في التترادراخما الرومانية لم يتم تداول ديناريوس وأوري في المملكة البطلمية السابقة، لذلك استمرت العزلة النقدية لمصر، وهذا يعني أن مصر استمرت في التمتع بنظامها النقدي المنفصل ولم تستخدم هذه العملات الرومانية.

## تصميمها ورمزيتها

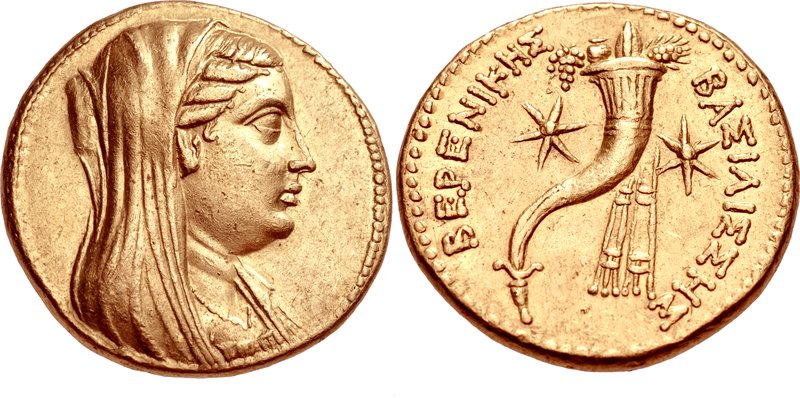
عملة برينكي الثانية زوجة بطليموس الثالث.(حوالي 244-221 ق.م).

استخدمت المملكة البطلمية الوزن الفينيقي بدلاً من الوزن الأثيني الأكثر شيوعًا. ويبلغ الوزن الفينيقي، المعروف أيضًا بالوزن البطلمي، حوالي 14,20 جرامًا. يبلغ الوزن الأثيني الأكثر شيوعًا في الدول الهلنستية الأخرى حوالي 17,26 جرامًا. تم ضرب العملات البطلمية بمعايير مختلفة ،كما وسعت المملكة البطلمية سيادتها على المناطق المجاورة للحصول على السيطرة الملكية الكاملة على العملات المتداولة.يصل وزن أكبر فئات العملات البرونزية البطلمية إلى 100 جرام.
من الناحية الفنية، اتبعت العملات البطلمية عن كثب العملات اليونانية المعاصرة. أحد الرموز الشائعة لسلالة البطالمة هو النسر الذي يقف على شعلة، والذي تبناه بطليموس الأول سوتر لأول مرة. تشمل العملات البطلمية الأكثر غرابة ما يسمى بـ "قضايا الأسرات". تزوج بطليموس الثاني فيلادلفوس من أخته أرسينوي الثانية، ربما ليكتسب الشرعية في نظر السكان المصريين المحليين. كان الحكام المصريون يتزوجون تقليديًا من أخواتهم للدلالة على الارتباط المقدس بين الإلهين أوزوريس وإيزيس. عملة تشبه الميدالية، يصور أحد وجهيها بطليموس الثاني وأرسينو الثانية، والجانب الآخر يصور بطليموس الأول وبرنيكي الأولى، تم صناعتها بعد وفاة أرسينوي الثانية. كان لها تأثير كبير بعد وفاتها على الحياة الدينية المصرية، وتم تأليه السلالة البطلمية الحاكمة.
كما كان في عملية صنع العملة البطلمية، تشابه مع العملات السلوقية.

## ديار سك العملات البطلمية

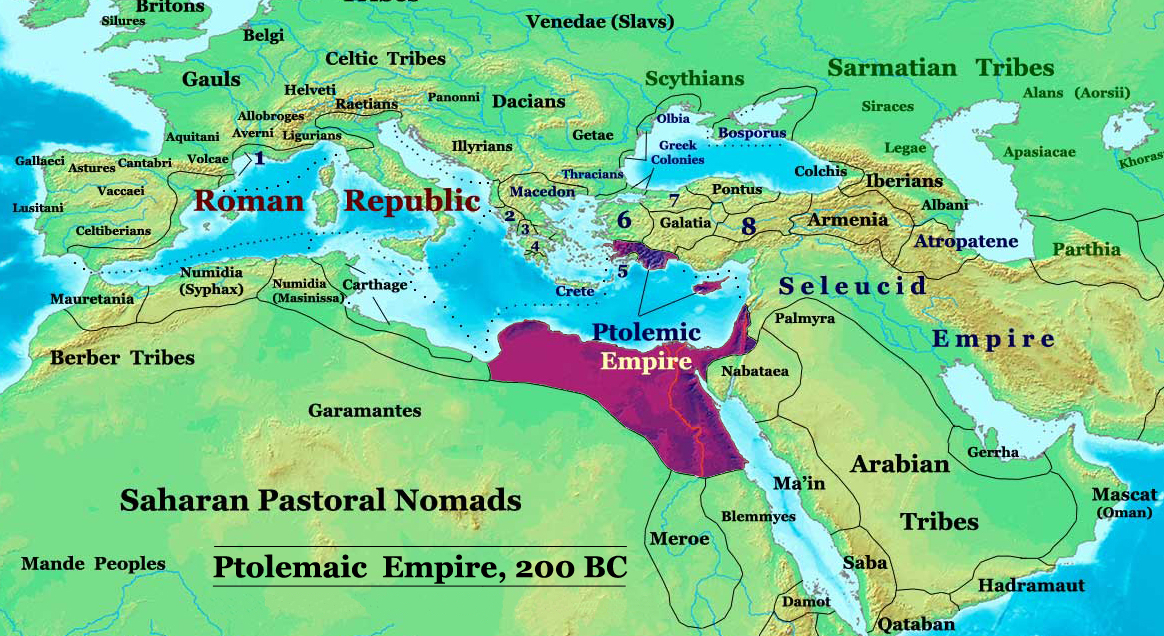
السيادة البطلمية في 200 ق.م

تم استخدام العملات المعدنية في المملكة البطلمية خلال العهد البطلمي في مصر، ولفترة وجيزة، أثناء الحكم الروماني لمصر. أول دار سك للنقود البطلمية كان في منف. وتم نقله فيما بعد إلى الإسكندرية. 
وكانت مدينة صور أهم مدينة ساحلية من بين المدن البطلمية الخمس التي يوجد بها سك العملة في الشام. بعد أن غزت المملكة السلوقية بقيادة أنطيوخس الثالث العظيم سوريا الجوفاء ومن ضمنها مدينة عكا، كان مازال يُسمح بسك العملات المعدنية باستخدام الوزن الفينيقي في عكا. وظل دار السك غزير الإنتاج. ومن المرجح أن المدينة ضربت العملات الفضية دون انقطاع بعد تداولها، إذ كانت مدينة مهمة جداً في فينيقيا. ومع ذلك، أوقف السلوقيون إنشاء دار سك العملة البطلمية في يافا.
في اليونان، تنبع العملات البطلمية بشكل رئيسي من البيلوبونيز ووابية. لم تضرب كورنثوس العملات البطلمية أثناء خضوعها القصير للمملكة البطلمية.
كان لدى قبرص العديد من ديار سك العملات الهامة، وضربت الجزيرة كميات كبيرة من العملات البطلمية من 200 قبل الميلاد إلى 80 قبل الميلاد. وكانت قبرص أيضًا أغنى بالفضة من مصر.
بينما في جزيرة كريت، لم تكن هناك أي عملة ملكية مستخدمة، وكانت المدن الكريتية تتمتع باستقلالية قوية في سك العملات المعدنية الخاصة. 
لا يوجد أي دليل على وجود دار سك العملة البطلمية في آسيا الصغرى. علاوة على ذلك، لم يكن لدى مناطق مثل كيليكيا وليكيا أي دار سك مستقلة تضرب العملة المحلية. ويبدو أن تداول العملة البطلمية كان محدودًا في كاريا وليكيا وبامفيليا وكيليقيا. توقفت العملات الفضية البامفيلية المحلية تحت سيطرة البطالمة. من المحتمل أن الناس في جنوب آسيا الصغرى لم يكن لديهم عادة استخدام العملات المعدنية في المعاملات الاقتصادية اليومية.

## تاريخ

### نبذة تاريخية

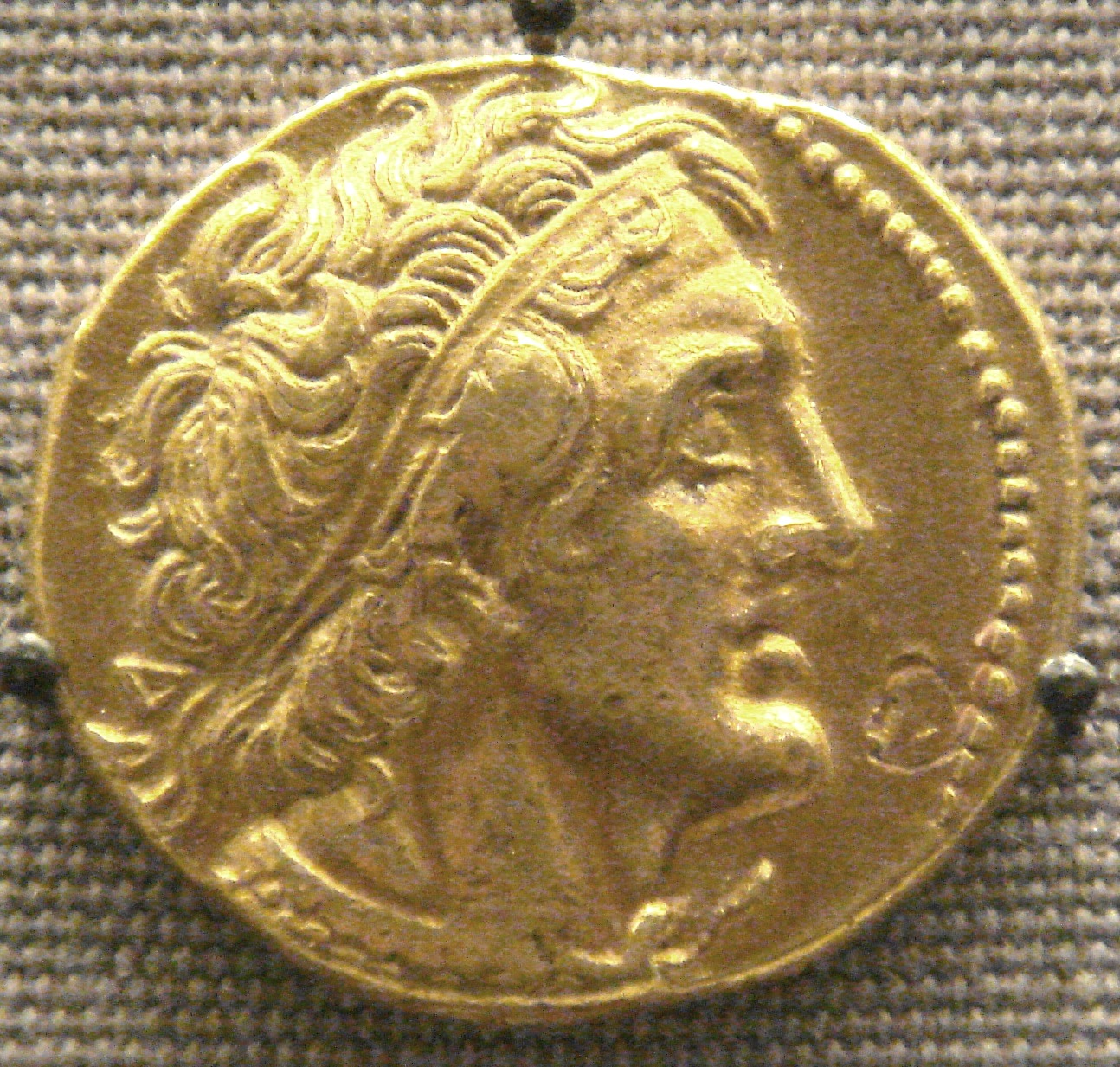
عملة لبطليموس الأول سوتر، المتحف البريطاني، لندن

كانت الفضة أندر من الذهب في مصر القديمة، والنسبة الدقيقة لقيمتها غير واضحة. ومع ذلك، ربما تم شحن الفضة بكميات كبيرة من الخارج. بالإضافة إلى ذلك، أنتجت قبرص البطلمية بعض الفضة لسك العملة محليًا.
لم يتم استخدام العملات المعدنية في مصر خلال السلالات المحلية ما قبل البطلمية. وقد استُنتِج من اكتشافات العملات الأجنبية القديمة في مصر أن العملات الأجنبية كانت تستخدم سبائكًا وليست نقودًا خلال السلالات المحلية. خلال الحكم البطلمي، تحولت مصر من مجتمع خالٍ من العملة على نطاق واسع إلى مجتمع نقدي إلى حد كبير بحلول القرن الثالث قبل الميلاد. وكان للملك بطليموس الثاني فيلادلفوس تأثير ملحوظ في هذه العملية. حوّل الحكم اليوناني الضرائب المصرية إلى أموال، وكان هذا أحد الأسباب الرئيسية لنجاح الدولة البطلمية. قبل العصر البطلمي، كانت المعادن مثل النحاس والحبوب تستخدم كوسيلة للتبادل. جلب الحكم البطلمي، بالإضافة إلى العملات المعدنية، البنوك ومزارع الضرائب إلى البلاد.

### العزلة النقدية
لم تستخدم المملكة البطلمية الوزن الأثيني أو المعيار الأثيني الذي كان شائعًا جدًا في الدول الهلنستية المعاصرة الأخرى مثل المملكة السلوقية. وبدلًا من ذلك، استخدمت المملكة البطلمية الوزن الفينيقي، الذي كان أصغر من الوزن الأثيني وبالتالي كانت العملات البطلمية أصغر من العملات المعدنية المستخدمة في الدول الهلنستية الأخرى. استخدمت المملكة أيضًا لفترة وجيزة المعيار الرودياني في عملية الانتقال إلى الوزن الفينيقي. قد يكون السبب المحتمل لهذا الاستخدام القصير جدًا لوزن رودس في العملات هو العلاقات التجارية القوية مع جزيرة رودس. ومع ذلك، فمن المهم أن نلاحظ أن المعيار الرودياني كان أخف من الوزن الأثيني ولكنه أثقل من الوزن الفينيقي. ونتيجة لذلك، تظهر العملية مقياسًا تنازليًا واضحًا في حجم العملة. وعلى الرغم من هذه المصادفة، فإن الأسباب السياسية والشراكات التجارية لا تزال تقدم تفسيرات أفضل من النظرية المقترحة القائلة بأن قيمة الفضة كانت في ارتفاع في عهد بطليموس الأول.
خلال معظم تاريخ المملكة البطلمية، كانت السياسة تقضي بمصادرة جميع العملات الأجنبية داخل مصر من قبل الدولة واستبدالها بالعملة البطلمية. فرضت المملكة البطلمية نظامها النقدي الخاص على سيطرتها الأجنبية. وفي حالات نادرة، حيث سُمح للمدن الواقعة تحت السيطرة البطلمية بالاحتفاظ بعملتها المحلية، كانت المدن لا تزال مجبرة على تحويل عملتها إلى الوزن الفينيقي.

### عملة يهودا
أصبحت منطقة فلسطين ويهودا تحت سيطرة البطالمة عندما سيطر بطليموس الأول سوتر على يهود مديناتأ في عام 320 قبل الميلاد. ولكن كان هناك قدر كبير من عدم الاستقرار في المنطقة بعد تحدي حكمه هناك. استُخدِمت عملة يهودا في يهودا خلال الفترة الأخمينية السابقة. وعندما استولى البطالمة على فلسطين، سمحوا باستمرار هذه العملة مع إدخال بعض التعديلات عليها. ويبدو أنه سمح لسلطات سك العملة السابقة بمواصلة إصدارها. ولا يوجد دليل على استخدام نظام الوزن الفينيقي؛ بل إن المعيار الأثيني ساد بعد الغزو البطلمي. واستمر سك العملات المعدنية ذات الفئات الصغيرة في يهودا، على سبيل المثال العملات المعدنية لبطليموس وبرينيكي. سُمح بسك بعض العملات المحلية بأسماء القضاة المحليين. كانت العملات البطلمية المسكوكة في يهودا تحمل فقط الحروف العبرية ، ولا تحتوي على أي حروف يونانية. توقف سك عملات يهودا بعد العصر البطلمي. تم إحراز تقدم كبير في دراسة عملات يهودا في القرن الحادي والعشرين. كما أن سياسة المملكة السلوقية المجاورة لم تكن صارمة جدًا في فرض السيطرة الملكية على دار سك العملة مثل البطالمة. 

### العصر الروماني

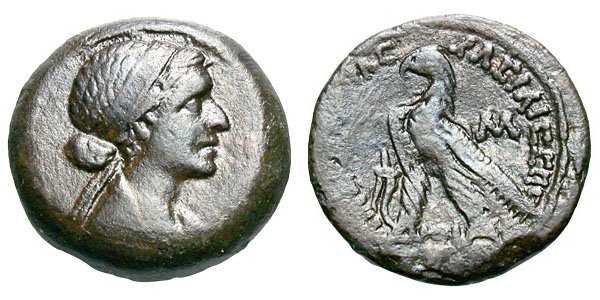
صورة كليوباترا على عملة معدنية من فئة 40 دراخما تعود لعام 51 إلى 30 قبل الميلاد، سُكت في الإسكندرية؛ يظهر على الوجه الأول صورة لكليوباترا وهي ترتدي إكليلًا، وعلى الوجه الآخر يظهر نقش "ΒΑΣΙΛΙΣΣΗΣ ΚΛΕΟΠΑΤΡΑΣ" والذي يعني: "الملكة كليوباترا" بالإضافة إلى صورة نسر يقف على شعلة

بعد زوال مملكة البطالمة بنهاية عهد كليوباترا السابعة، أصبحت مصر مقاطعة تابعة للإمبراطورية الرومانية، لكن العملات الفضية التي ضربها البطالمة استمرت في التداول. كانت العملات الفضية البطلمية قد اختفت في الغالب في زمن الإمبراطور نيرون (54-68 م)، ومن المحتمل أنها انتهت وأعيد تشكيلها كعملات إقليمية رومانية. وتحت السيطرة الرومانية، احتفظت مصر بالنظام النقدي المغلق، كما كانت في عهد البطالمة. الديناري الروماني والأورى لم يتم تداولهما في مصر الرومانية.